# WCW Millennium Final
Millennium Final fue un evento de pago por visión exclusivo para Alemania producido por la World Championship Wrestling (WCW) en 2000. Los derechos del evento pertenecen ahora a WWE tras la compra de WCW en 2001. Es uno de los cinco eventos de WCW no disponibles en WWE Network.

## Resultados[1]
- KroniK (Brian Adams y Bryan Clark) derrotaron a The Filthy Animals (Rey Misterio Jr. y Billy Kidman) (con Tygress) (10:15)
- Mike Awesome derrotó a Brian Adams, Bryan Clark, Disqo, Fit Finlay, Mark Jindrak, Billy Kidman, Konnan, Kwee Wee, Ernest Miller, Rey Misterio Jr., Sean O'Haire, General Rection, Mike Sanders, Elix Skipper, Norman Smiley, Lance Storm y Alex Wright en una Battle Royal (19:07)
- Kwee Wee (con Paisley) derrotó a Elix Skipper (10:28)
- Ernest Miller derrotó a Mike Sanders para convertirse en Comisionado de WCW (5:32)
- General Rection derrotó por descalificación al Campeón de Estados Unidos de WCW Lance Storm (7:34)
- Norman Smiley derrotó a Fit Finlay en un Octoberfest Hardcore Match (10:27)
- Alex Wright y General Rection derrotaron a Sean O'Haire y Mark Jindrak por el Campeonato Mundial de WCW por Parejas (11:26)
- Kevin Nash derrotó a Mike Awesome y Alex Wright en un Triangle Match clasificatorio para la Copa Europea de WCW (7:24)
- Booker T derrotó a Scott Steiner reteniendo el Campeonato Mundial de Peso Pesado de WCW (11:34)
- Sting derrotó a Kevin Nash ganando la Copa Europea de WCW (con Axel Schulz como árbitro invitado) (5:45)